# Тутолмин, Алексей Тимофеевич
Тутолмин Алексей Тимофеевич (25 ноября (6 декабря) 1770 — 18 (30) ноября 1823) — генерал-майор и кавалер, генерал-адъютант, участник нескольких военных кампаний, поэт начала XIX века, коллекционер, филантроп, храмостроитель, крупный помещик.

## Биография
Родился в Москве 25 ноября (6 декабря) 1770 года.
Происходил, по мужской линии, из старинного каширского дворянского рода, восходящего к XV в. Родословная Тутолминых, 10 января 1687 поданная в Палату родословных дел, не содержит, как обычно было принято, родовой легенды «о выезде» на Русь общего предка. По наблюдениям С. Б. Веселовского, родовое гнездо Тутолминых в XV—XVI вв. находилось в Переяславском уезде на р. Киржаче, где упоминалась слободка Тутолмина, ныне село Слободка на юг от села Романовского. В 1453 Благовещенскому Киржачскому монастырю принадлежала деревня Микулинская Тутолмина в Маринине слободке Переяславского уезда. Родоначальником Тутолминых был Иван, прозвищем Тутолма, который в родословной не показан. Его внук — Григорий Петров сын, в середине XVI в. служил по Кашире, за ним «государева жалованья на Кошире село Аннино Болото з деревнями, деревня Рудняево, селцо Климовское, деревня Козловка, деревня Панова, деревня Шабачеева». От Григория ведётся родословная роспись Тутолминых, в том числе старшая ветвь, из которой происходил А. Т. Тутолмин.
По материнской линии происходил из более древних дворянских родов Вердеревских (по Рязани) и Лихаревых (по Кашире), потомков татарских военачальников, выехавших на Русь в XIV в. Единственный сын видного государственного деятеля второй половины XVIII — начала XIX вв., сенатора и члена Государственного совета, генерала от инфантерии Тимофея Ивановича Тутолмина, от его второго брака с девицей Варварой Алексеевной Вердеревской, дочерью статского советника Алексея Алексеевича Вердеревского, от его первого брака с девицей Екатериной Сергеевной Лихаревой. Старший брат Марии Тимофеевны Тутолминой (19.08.1775 — 11.06.1795), в замужестве Арсеньевой.
Получил хорошее домашнее образование, владел немецким и французским языками, арифметикой и «разными науками». В 1776 записан в службу солдатом лейб-гвардии Измайловского полка. В биографических статьях, посвященных Тутолминым, утверждается, что служил в лейб-гвардии Преображенском полку, однако, в этом полку служили его двоюродные дядья — братья Павел и Иван Васильевичи Тутолмины, последний из которых был крёстным отцом первенца А. Т. Тутолмина. В составе лейб-гвардии Измайловского полка участвовал в последних кампаниях Русско-шведской войны 1788—1790 гг., как раз в то время, когда его отец, возглавляя Архангельское и Олонецкое наместничество, занимался укреплением северных крепостей и границ империи, обеспечением безопасности олонецких горных заводов, устройством ополчения из государственных крестьян Севера России, разведкой оборонительных возможностей Соловецкого монастыря и формированием при монастыре «военной команды», формированием батальона «из бобылей» Выборгской губернии, с последующим его использованием в пограничной страже и при охране горных заводов, строительством гребного флота и устройством Петровского пушечного завода в г. Петрозаводске, снабжением припасами действующей в Финляндии армии и организацией транспортировки войск и за заслуги в русско-шведской войне был пожалован кавалером орденов Св. Александра Невского (01.04.1789) и Св. Владимира 1-й ст. (08.09.1790).
В 1789 из унтер-офицеров (сержантов) пожалован прапорщиком; с 1.01.1790 — подпоручиком; с 1.01.1791 из подпоручиков пожалован полковым адъютантом лейб-гвардии Измайловского полка, в ранге поручика. 9 сентября 1792 в Старицком уездном суде Тверского наместничества лейб-гвардии Измайловского полка поручик Алексей Тимофеевич Тутолмин явил три купчие, на купленное Старицкого уезда в пустоши Бушнево: коллежского асессора Михаила Петрова Фиглева у жены его Настасьи Васильевны, у надворного советника Ивана Антипова Шишкова, у капитана Александра Васильева сына Чаплина — недвижимое имение, что им следует, всё без остатка, писанные в том ж суде, а последняя в Бежецком уездном суде, в каждой (купчей) по 100 руб.
Был произведён 1 января 1793 года в ранг гвардии капитан-поручика, с оставлением в должности; 2 сентября 1793 из полковых адъютантов лейб-гвардии Измайловского полка произведён армии подполковником и определён, сверх комплекта, в С.-Петербургский драгунский полк, впоследствии 2-й драгунский С.-Петербургский ген.-фельдмаршала князя Меншикова полк. В составе полка участвовал в подавлении Польского восстания 1794 года и за отличие в той кампании был пожалован кавалером ордена Святого Владимира 4-й ст. (22.09.1795).
Тем же чином армии подполковника, ВП от 15 мая 1797, без объяснений причин, исключен из службы, что было напрямую связано с опалой и арестом его отца. Состоял в отставке с 15.05.1797 по 11.11.1798 года. С оправданием и освобождением из-под ареста отца, его восстановлением в чинах, правах и имуществе, также был восстановлен на службе, с повышением в чине за причинённые неудобства: ВП от 11 ноября 1798, «исключенный в прошлом 797 году мая 15-го числа из бывшего С.-Петербургского драгунского полка подполковник Тутолмин принят в службу, с производством в полковники, с отданием старшинства и с определением в Драгунский Шепелева полк». Однако, донесением на высочайшее имя от 15 июля 1798 прежнего шефа полка, ген.-майора князя Прокофия Васильевича Мещерского, офицерский штат полка был переформирован, в связи с чем, по донесению на высочайшее имя от 26 декабря 1798 нового шефа полка, ген.-майором Василием Федотовичем Шепелевым, полковник А. Т. Тутолмин из Дорогобужа с фельдъегерем был отослан обратно в С.-Петербург, для дальнейшего определения по службе.
В период службы подполковником С.-Петербургского драгунского полка, который квартировал в Смоленской губернии, Тутолмин состоял членом тайного офицерского общества, в 1797—1798 собиравшегося в сельце Смоляничи Краснинского уезда Смоленской губернии, принадлежавшего полковнику Александру Михайловичу Каховскому, брату прославленного генерала Алексея Петровича Ермолова, в том время служившего майором 4-го артиллерийского полка. Членами общества были как действующие офицеры, так и отставленные от службы Павлом I. Все они были противниками прусских порядков, введенных новым императором и его сторонниками. В имении Каховского, которое в кружке называлось «галерой», была собрана богатая библиотека и имелся физико-химический кабинет, в подвалах также хранился оружейный арсенал «на всякий случай». Другими местами собраний были село Котлин в 15 верстах от Дорогобужа, в имении вдовы полковницы Марии Ивановны Розенберг, дом командира С.-Петербургского драгунского полка, расквартированного в Смоленске, полковника Петра Киндякова, дом советника смоленской казённой палаты Алексея Васильевича Каховского. Члены кружка читали и разбирали сочинения французских просветителей Гельвеция, Руссо, Вольтера, Дидро и русских вольнодумцев, включая «Путешествие из Петербурга в Москву» Радищева. Здесь велись дискуссии о «царстве разума», о тайнах природы, о природе деспотизма, о Французской революции, о русской самобытности и о прочих философских вопросах. Открыто порицались реформы Павла I, которого называли «Бутовым» или «Курносым», устраивались театральные сатирические сценки, на которых высмеивались император и его порядки. Члены кружка соблюдали строгую конспирацию: переписка велась через подставные адреса и подставные лица, письма составлялись с использование шифра, именовавшегося «итальянским диалектом», а сами участники тайной организации носили условные имена. Хозяин имения, отставленный от службы после восшествия на престол Павла I, имел прозвище «Молчанов», его брат А. П. Ермолов — «Еропкин». Полковник С.-Петербургского драгунского полка Пётр Дехтерев именовался «Гладким», а подполковник того же полка А. Т. Тутолмин — «Росляковым». Подобным образом было законспирировано 25-30 офицеров, состоявших в обществе Каховского, среди них практически весь высший командный состав С.-Петербургского драгунского пока, включая его шефа, ген.-лейтенанта П. И. Боборыкина. Связи членов кружка уходили к высшим сановникам империи в С.-Петербург. Возможно, что в ту пору Тутолмин уже занимался сочинительством для сослуживцев. По-видимому, позднее он неслучайно писал акростихи, содержащие зашифрованные сообщения. В 1798 был арестован полковник Дехтерев и началось так называемое «Дорогобужское дело». Деятельность кружка приостановилась, но вскоре, по высочайшему повелению, Дехтерева освободили, а следствие по Дорогобужскому делу было прекращено и документы уничтожены. Однако, в ноябре 1798, после доноса подполковника Энгельгарда на Каховского, Киндякова, Дехтерева и др., дело вновь возобновилось. Многие члены этого кружка, как участники преступного офицерского заговора против Павла I, были арестованы следственной комиссией под председательством генерала Фридриха (Фёдора) фон Линденера и подвергнуты суровым наказаниям. Некоторых бессрочно заключили в крепость (Динамюндскую, Кексгольмскую, Шлиссербургскую), иных сослали на вечное поселение в Сибирь (Олёкминск, Томск, Тобольск, Ишим и др.). Прочих перевели служит в другие части и регионы, или уволили от службы. Тутолмин каким-то образом избежал наказания, хотя сначала тоже был арестован, но затем освобожден и даже возвращен в полк. Однако, известно, что его окончательная отставка с военной службы была связана с реформированием офицерского штата С.-Петербургского драгунского полка, которая началась по причине «оскорбления» имени Его Величества в связи с «Дорогобужским делом».
Последовавшие в течение 1797—1798 годов неурядицы по службе, связанные с доносами на его отца и заключением его в Петропавловской крепости, арестом самого А. Т. Тутолмина и его последующим выведением за полковой штат, несправедливой опалой императора Павла I, стали причиной увольнения со службы. По прибытии в начале 1799 в С.-Петербург, подал прошение об отставке, которое было удовлетворено и из полковников Драгунского Шепелева полка, высочайшим приказом от 25 апреля 1799, отставлен от службы, с пожалованием чина генерал-майора.
После отставки занимался делами семейного имения в Тверской и Подольских губерниях. C началом наполеоновских войн, после возвращения отца на службу и его назначения главнокомандующим земским войском 4-й (Московской) области, в которую входило ополчение Московской, Тульской, Калужской, Владимирской и Рязанской областей, помогал отцу в деле формирования и управления земским ополчением общим числом ратников в 140 000 чел., состоя при генерале от инфантерии Т. И. Тутолмине генерал-адъютантом по особым поручениям. За труды по формированию земского войска пожалован кавалером ордена Св. Анны 2-й ст. с алмазными украшениями (9.06.1808), за те же труды его отец был пожалован орденом Андрея Первозванного.
После смерти отца и матери, оставшись единственным наследником их имений, занимался делами помещичьего хозяйства, творчеством, меценатством, благотворительностью. Благоустраивал и переустраивал местечко Рашково Подольской губернии, в котором для семьи построил настоящий замок. Являлся участником многих судебных разбирательств, некоторые из них разбирались в высших органах власти: в мае — декабре 1820 в Государственном совете рассматривалось дело о ген.-майоре, судимом «за проступки против порядка службы и благочиния», и его крестьянах, судимых «за драку с казаками полка Денисова».
Крупный помещик, московский и тверской домовладелец. Будучи единственным сыном Т. И. Тутолмина, наследовал многочисленные имения: тверские в Старицком и Зубцовском уездах; волынские в Луцком уезде; подольские в Ольгопольском уезде на р. Днестре — в которых было три с половиной тысячи крепостных крестьян мужского пола с их семьями, землей и имуществом. Богатое наследство позволило ему расплатиться с долгами, заняться творчеством и войти в историю известным филантропом и храмостроителем.
Скончался в Старице 18 (30) ноября 1823 года. Был похоронен с женой В. М. Тутолминой в построенной им Троицкой церкви Успенского монастыря.

## Творчество
Первые упоминания о стихотворных опытах А. Т. Тутолмина относятся к 1808 году, когда скончалась его мать. Однако, по всей видимости, стихотворством Тутолмин стал заниматься ещё во время военной службы в Дорогобуже, когда был участником тайного офицерского кружка Каховского.
В начале 1812 отдельным изданием А. Т. Тутолмин опубликовал стихотворное посвящение под витиеватым названием «Стихи на случай открытия памятника великой Екатерины, сооруженного благородным российским дворянством 1812 года апреля 21 дня» (Москва, 1812). Стихи посвящены установке в Московском дворянском собрании мраморной статуи Екатерины II работы И. П. Мартоса. Посвящение является первым известным изданием стихов генерала.
В 1814 году было опубликовано главное сочинение Тутолмина — стихотворный сборник, под не менее витиеватым названием «Куда конь с копытом, туда и рак с клешнёй, или Собрание разных мелочей, сочинения отставного драгунского инвалида А. Т…» (М.: в тип. Н. С. Всеволожского, 1814). Сборник, продававшийся за 1 р. 50 коп. в книжной лавке книгопродавца Никиты Семёновича Порывкина, что на Никольской улице, во флигеле Заиконоспасского монастыря, включал 20 стихотворений, написанных главным образом в 1812—1813, половина из которых является откликом на события Отечественной войны 1812 и последующих военных походов. Другая половина относится к образцам «домашней поэзии». В предисловии к сборнику Тутолмин писал, тем самым разъясняя его название: «Не всякому суждено быть Державиным, многие, как и я, целый век сидят в болоте у подошвы Парнаса: но… и мне пришла охота напечатать разные мелочи». Стихотворения сборника разнообразны в жанровом отношении: стихи на случай, «отрывок из письма», басня, альбомные стихи. Особенностью сборника, показывающей образованность Тутолмина и почитателей его творчества, являются семь акростихов, в самом длинном из которых читается: Князь Голенищев Кутузов Смоленский. Среди других адресатов — граф М. А. Милорадович, графиня А. А. Орлова-Чесменская, Г. Р. Державин. Несмотря на то, что Державина и отца Тутолмина связывали сложные и неприязненные отношения по совместной службе в Олонецком наместничестве, Алексей Тимофеевич признавал первенство Державина среди поэтов.
Адресатом двух стихотворений сборника является свояченица Тутолмина — поэтесса Флёна Николаевна Языкова, родная сестра жены генерала. По мнению литературоведов, она тоже писала патриотические стихи, опираясь на традиции одической поэзии М. В. Ломоносова. Стихотворение Тутолмина «Езда на Парнас. Ф… Н… Я…» начинается строками: «Крылатого взнуздав сестра моя Пегаса, / Взлетела среди муз на макушку Парнаса». Второе адресованное ей стихотворение («Отрывок из письма Ф… Н… Я…») имеет следующее начало: «Твой, Ломоносов, дух и лиры громкий глас, / В девице оживясь, ещё прельщает нас». Однако, написанные Ф. Н. Языковой стихотворения пока не обнаружены.

## Благотворительность
Значимым наследием А. Т. Тутолмина является уездная больница в г. Старицы Тверской губернии, основанная генералом в 1810 году и существующая до настоящего времени. Первоначально она носила чисто частный характер. По силе высочайше утверждённого в 1810 Положения о больнице, была учреждена в память родителей Тутолмина, похороненных в г. Старице, на 20 коек для бедных лиц разного звания, кроме крепостных крестьян. На содержание больницы учредитель выделял ежегодно по 10 000 руб. ассигнациями из доходов недвижимого его имения в местечке Рашков и села Белого в Подольской губернии. На случай продажи имения учредитель — А. Т. Тутолмин, или его наследники, обязаны были внести в Сохранную казну Московского воспитательного дома 200 000 руб. ассигнациями и содержать больницу за счет процентов с этого капитала. После смерти Тутолмина дела больницы пришли в совершенный упадок, поскольку его наследники — сын Сергей и дочь Флёна, предпочли жить в подольском имении и не уделяли внимания больнице, управление которой было отдано на откуп её врачу, который не подчинялся ни местному, ни губернскому начальству и фактически превратил больницу в собственную лечебницу, со своими правилами. Каждый из наследников, желавшие продать свою часть наследства, внесли по 100 000 руб. в Московский опекунский совет, билеты которого хранились в Тверском приказе общественного призрения. Однако, проценты с этого капитала составляли лишь 8 000 руб., что не хватало ни на содержание больницы, ни на оплату накопившихся долгов. В конечном итоге, после многолетних переговоров между местным начальством и наследниками генерала, больница была передана в ведение Тверского приказа общественного призрения, под непосредственным управлением особого больничного комитета, составленного из старицкого уездного предводителя дворянства, городничего, городского головы и уездного врача. Попечителем больницы первоначально должен был оставаться С. А. Тутолмин, но он отказался от этого звания и должности, поэтому обязанности попечительницы в 1845 приняла на себя его сестра — Ф. А. Березовская (по второму браку), которая предприняла действия к увеличению капитала для содержания больницы. В частности, вместо 100 000 руб. в билетах Сохранной казны, с высочайшего разрешения, она купила от коллежского советника Андрея Петровича Бекмана недвижимое его имение, состоящее в Лужском уезде С.-Петербургской губернии, в селе Заполье и дереве Вяжицах с пустошами, в коем было, по 8-й ревизии — 1834, 122 ревизских мужского пола крепостные души, с их семействами и имуществом. Доходы с этого имения в сумме 1430 руб. серебром ежегодно шли на содержание больницы, а кроме того, на имение было наложено обеспечительное запрещение. Доля отставного корнета Сергея Алексеевича, по-прежнему, составляла проценты с капитала в 100 000 руб. в билетах Сохранной казны, хранившихся в Тверском приказе общественного призрения. Таким образом, совместными усилиями местных властей и дочери генерала, удалось сохранить больницу, учреждённую А. Т. Тутолминым, которая ныне носит его имя.
Другим, не менее значимым наследием А. Т. Тутолмина, стала постройка в 1819 году иждивением генерала в Старицком Успенском монастыре каменной Троицкой церкви, в нижнем этаже которой была устроена семейная усыпальница. Вопреки православным традициям, усыпальница была оформлена мемориальной скульптурой, что больше соответствовало римско-католическим традициям и впоследствии вызвало удивление и недовольство местного духовенства. Однако, сохранившееся описание фамильного склепа Тутолминых, свидетельствует об увлечении генерала художественными искусствами, что также выразилось в собранной ими коллекции портретной живописи.

## Коллекционирование
В сельце Новом, старицком имении А. Т. Тутолмина, было собрано «замечательное в историческом отношении и по своей редкости собрание русских полководцев, министров и других государственных деятелей века Петра I и последних времен до начала нынешнего столетия, числом 69» — портретная галерея видных государственных деятелей XVIII — 1-й четверти XIX в. Коллекцию начал собирать отец генерала, Тимофей Иванович. Впоследствии она пополнялась А. Т. Тутолминым и перешла, по наследству, во владение его вдовы — ген.-майорши Е. Н. Тутолминой, и её детей — Сергея и Флёны. После смерти матери, Сергей и Флёна, разделив наследство, продали сельцо Новое новым владельцам вместе с картинной галереей. В 1847 новая владелица — полковница Анна Петровна Аничкова, продала доставшееся ей художественное собрание Министерству императорского двора. Поступив в эрмитажную коллекцию, впоследствии портреты из собрания Тутолминых были размещены в Готической галерее Арсенального каре Гатчинского дворца.

## Семья
Первым браком с 3 мая 1794 года был женат на урождённой девице Варваре Старшей Михайловне Арсеньевой (19.11.1774 — 12.11.1805), одной из одиннадцати дочерей правителя Иркутского наместничества, ген.-поручика Михаила Михайловича Арсеньева, которая, по какой-то причине, не внесена в роспись Арсеньевых (не показана среди потомства ген.-поручика и записана среди лиц, чья связь с его родом не установлена). От первого брака имел сына Фёдора, родившегося 2 августа 1798 и крещённого в С.-Петербурге 24 августа, в церкви Святых праведных Симеона Богоприимца и Анны Пророчицы. Восприемниками при крещении выступили дед — ген.-аншеф Тимофей Иванович Тутолмин и Екатерина Петровна Тутолмина, первая супруга действительного камергера (шталмейстера) Ивана Васильевича Тутолмина (9.11.1760 — 7.04.1839), двоюродного дяди А. Т. Тутолмина.
Овдовев в 1805 году, вступил в законный брак с девицей Екатериной Николаевной Языковой (1785 — 6.04.1831), дочерью коллежского асессора Николая Николаевича Языкова и девицы Федосьи Ефимовны Мясоедовой. Во втором браке имел старшую дочь Флёну (ок. 1810 — не ранее 1867) и младшего сына Сергея (18.01.1813 — не ранее 1855), наследовавших многочисленные имения отца. Возможно, состоял в каких-то отношениях с родной сестрой супруги и своей свояченицей — поэтессой Флёной Николаевной Языковой, урождённой Языковой же (15.10.1791 — 24.04.1855), супругой тайного советника Дмитрия Семёновича Языкова, которой в период 1811—1813 посвятил несколько стихотворений и в честь которой, возможно, назвал дочь.
Наследниками А. Т. Тутолмина стали дети от второго брака, старшая дочь Флёна и младший сын Сергей.
- Флёна (Фиона) Алексеевна Тутолмина, в первом браке Вегелина, во втором браке Березовская (1810 -?) — ольгопольская помещица, старшая дочь ген.-майора Алексея Тимофеевича Тутолмина от его второго брака с девицей Екатериной Николаевной Языковой, дочерью коллежского асессора Николая Николаевича Языкова и девицы Федосьи Ефимовны Мясоедовой. Попечительница Старицкой уездной больницы, учреждённой её отцом. Можно предположить, что была названа, или возможно, по совпадению на крещение, в честь родной тётки — поэтессы Флёны (Фионы) Николаевны Языковой, свояченицы отца по его второму браку, который посвятил ей несколько стихотворений.

После смерти отца, не позднее 1829 первым браком вышла замуж за подполковника Эмилия (Емельяна) Ивановича Вегелина, представителя волынского дворянского рода, родного брата декабриста Александра Ивановича Вегелина. Надо полагать, что полковница Ф. А. Вегелина была свидетельницей той обширной переписки своего мужа и его брата-декабриста, отбывавшего сибирскую каторгу. Овдовев в 1841, не ранее апреля 1842 она вторым браком вышла замуж за поручика лейб-гвардии Конно-гренадерского полка Ипполита Викентьевича Березовского (? — после 1867), участника подавления Польского восстания 1830—1831: в чине корнета Украинского уланского полка с 18.08.1831; из поручиков Украинского уланского полка с 23.06.1838 переведён тем же чином в лейб-гвардии Конно-гренадерский полк; в том же чине поручика уволен 13.10.1841 в отпуск на один год; в чине штабс-капитана с 20.03.1847 уволен в отпуск на один год «для излечения болезни» в С.-Петербургскую, Херсонскую и Каменец-Подольскую губернии; из штабс-капитанов с 25.03.1847 пожалован в капитаны; из капитанов с 19.04.1853 пожалован полковником, в должности командира дивизиона лейб-гвардии Конно-гренадерского полка; впоследствии неоднократно исполнял обязанности командира полка и командующего полком, вышел в отставку в 1860 году, с пожалованием чина ген.-майора. Кавалер польского знака отличия «За военное достоинство» 4-й ст. (1831); ордена Святой Анны 3-й ст. (06.12.1850); ордена Святого Станислава 2-й ст. (26.08.1856) и того же ордена 2-й ст. с императорской короной (30.08.1857); имел знаки отличия «Беспорочная служба XV» (1851) и «Беспорочная служба XX» (1856). Жил в С.-Петербурге.
Флёна Алексеевна с братом Сергеем наследовали родовое нижегородское имение матери в Арзамасском и Ардатовском уездах, однако, спустя два года продали его родной тётке, которой их отец посвящал стихи: 9 октября 1835 во 2-м департаменте Московской гражданской палаты совершена купчая, артиллерийской легкой № 1 батареи из дворян от юнкера Сергея Алексеева Тутолмина и сестры его родной, полковницы Флёны Алексеевой Вегелин, родной тётке своей, полковнице Флёне Николаевой Языковой, недвижимое имение, состоящее Нижегородской губернии в уездах Арзамасском, в селе Языкове — 81, и Ардатовском, в селе Ездакове — 51, а всего писанных, по 8-й ревизии — 1834, дворовых людей и крестьян муж. пола 132 души, из коего числа следует им на 3-ю часть и поступило в сию продажу, в селах Языкове — 27, Ездакове — 17, а всего 44 муж. пола души, с их женами, вдовами, девками и с рождёнными, после 8-й ревизии, обоего пола детьми, с землей и со всеми угодьями, как в оных селениях принадлежащей им 3-ю часть, так равно и состоящие того ж Ардатовского уезда при селе Ездакове отхожей пустошью, именуемой Тамаевской, что была прежде деревня Тимаевка, сколько ж в оной пустоши мерой земли неизвестно, а что им принадлежит на 3-ю часть, ассигнациями за 17 600 руб. Купчая писана на 40 рублевом листе; пошлин с 17 600 руб. взыскано ассигнациями 704 руб., с акта 10 руб., 9.10.1835.
Флёна вместе с братом была помещицей крупного имения в селении Рудницком Ольгопольского уезда Подольской губернии, в котором ей принадлежало, по 8-й ревизии — 1834, крепостных муж. пола 533 души. Своё имение 2 марта 1841 сдала в аренду (посессионное владение) на шесть лет дворянину Эдуарду Иванову Рудзскому, но уже 12 февраля 1842 продала его за 80 550 руб. Однако, впоследствии продажа была признана недействительной, а имение за долги, по искам арендного владельца, продано с аукциона разным лицам.
По отзывам современников, бывавших в главном имении Тутолминых — местечке Рашков, того же — Ольгопольского уезда, где с матерью жила Флёна, «madame Вегелин <…> была красавица, очень мало воспитанная, но скромная и любезная дама. Её мать тоже не уступала в любезности». Впоследствии рашковское имение также было продано разным лицам.
Приняв на себя в 1845 попечительство над Старицкой уездной больницей, она некоторое время исправно выполняла обязанности наследницы воли отца. Однако, по прошествии нескольких лет, устранилась от исполнения обязательств. Купленное ею недвижимое имение в Лужском уезде С.-Петербургской губернии, в сельце Заполье, с деревнями Заполье же и Малой Вяжицей, доходы с которого шли на содержание больницы, в коем налицо было, по 9-й ревизии — 1850, крепостных 102 души муж. пола, со строением, землей и прочими к нему принадлежностями, оцененное в 10 050 руб. серебром (35 175 руб. асс.), в сентябре 1853 Тверским приказом общественного призрения было продано с публичных торгов за неплатеж Ф. А. Березовской денег, по обязательству её, на содержание больницы.
- Сергей Алексеевич Тутолмин (18.01.1813 — не ранее 1855) — отставной корнет, тверской, нижегородский и подольский помещик. Юнкер лейб-гвардии конной артиллерии (1831); затем юнкер конноартиллерийской лёгкой № 1 батареи (1835); ВП от 5.03.1836, из юнкеров той батареи производится в корнеты Курляндского уланского полка; из корнетов того полка, ВП от 31.12.1836, уволен от службы, по болезни, в том же чине корнета. По заслугам отца и военному чину, определением от 26.02.1834, внесен в III ч. ДРК Тверской губернии, по Старицкому уезду. В 1841 отказался принять на себя обязанности попечителя Старицкой уездной больницы, учреждённой его отцом, после чего попечительство над больницей приняла на себя его сестра — Флёна Алексеевна Березовская. После продажи материнского имения в Арзамасском и Ардатовском уездах Нижегородской губернии, отцовского имения в Старицком и Зубцовском уездах Тверской губернии, уехал жить в наследованное имение в Ольгопольском уезде Подольской губернии. В феврале 1842 свидетельствовал сделку по продаже имения своей сестры — Флёны, в селе Рудницком Ольгопольского уезда.

## Помещичьи владения
Мать Тутолмина, генеральша Варвара Алексеевна, кавалерственная дама ордена Святой Екатерины 2-й ст. (18.11.1806), была основной владелицей благоприобретенного тверского недвижимого имения Тутолминых в Зубцовском и Старицком уездах, в том числе в сельце Новом, с усадебным комплексом и парком, где впоследствии была построена домовая церковь и собрана картинная галерея. В основном она оформляла покупки тверских земель: 10 сентября 1785 в Зубцовском уездном суде Тверского наместничества, ген.-поручика, разных орденов кавалера, Олонецкого и Архангельского наместничества в должности ген.-губернатора Тимофея Ивановича Тутолмина, от супруги его Варвары Алексеевны, явлена купчая, на покупную у гвардии капитанши Клеопиной Прасковьи Петровой, жены гвардии капитана Клеопина Ивана Михайлова, в Зубцовском уезде, в деревне Ломове, землю с крестьянами, и со всеми угодьями, за 20 000 руб.; 19 сентября 1785 в Старицком уездном суде Тверского наместничества ген.-поручика, Олонецкого и Архангельского наместничества в должности ген.-губернатора и разных орденов кавалера Тимофея Ивановича Тутолмина, от супруги его Варвары Алексеевны, явлена купчая, на покупную у капитанши Клеопиной Прасковьи Петровны движимое и недвижимое имение, состоящее в Старицком уезде, в сельце Новом, в селе Алферьево, в деревнях: Ведерникове, Лединках, Толпине, Лагунове и Руткине, — с каменным и деревянным строением, с садом и с прудами, с пашенной и непашенной землей, и со всеми угодьями, за 20 000 руб.; 21 сентября 1786 в Старицком уездном суде Тверского наместничества от госпожи ген.-поручицы, супруги правящего должность олонецкого и архангельского ген.-губернатора и разных орденов кавалера Тимофея Ивановича Тутолмина, Варвары Алексеевны явлена купчая, писанная 18 сентября 1786 в Гражданской палате Тверского наместничества у крепостных дел, данная ей на покупную у прапорщика Алексея Андреевича Хомутова в Старицком уезде, в Раминской волости, недвижимое имение, в пустошах Горбове и Кононкове, пашенную, сенокосную и лесом поросшую землю, что ему следует, всего 69 десятин 1076 сажень, да неудобной 1 десятина, 1333 квадратных сажень, за 496 руб.; в Старицком уездном суде Тверского наместничества, ген.-поручика и кавалера Тимофея Ивановича Тутолмина, Старицкого уезда сельца Нового от старосты Михаила Иванова явлена купчая, писанная 1 мая 1786 в Московском верхнем земском суде у крепостных дел, данная ему от полковника Ивана Ивановича Глебова на недвижимое своё имение, состоящее в Старицком уезде, сельцо Ивановское, что была деревня Колошино, и сельцо Лединки, с людьми и крестьянами, с каменным и деревянным строением, с прикосновенными и отхожими пустошами, за 18 000 руб.; там же декабря 1792 ген.-поручика и разных орденов кавалера Тимофея Ивановича Тутолмина, супруги его Варвары Алексеевны бурмистр Михаил Вахрамеев явил купчую, писанную 15 октября 1792 Тверского наместничества в Палате гражданского суда, на покупное госпожой его старицкого помещика, поручика Ивана Агеева Степурина, недвижимое имение, состоящее в Старицком уезде, в пустоши Шатраевой, принадлежащую ему часть, за 288 руб., — и другие купчие.
В том же — 1792 году, тверским помещиком становится её сын — поручик лейб-гвардии Измайловского полка А. Т. Тутолмин, купивший, по трём купчим, землю в пустоши Бушнево Старицкого уезда.
Недвижимое имение в сельце Новом, от ген.-майора А. Т. Тутолмина наследованное его сыном — Сергеем, в 1835 было им целиком продано вышеупомянутой полковнице А. П. Аничковой: 23 августа 1835 во 2-м департаменте Московской палаты гражданского суда совершена купчая, лейб-гвардии конной артиллерии, а ныне конно-артиллерийской легкой № 1 батареи, от юнкера Сергея Алексеева Тутолмина, полковнице Анне Петровой Аничковой, недвижимое имение, состоящее Тверской губернии, в уездах: Старицком, в сельцах Новом — 79, Больших Лединках — 130, Ивановском — 35, селе Алферьеве — 26, деревнях: Березникове — 38, Ведерникове — 30, Малых Лединках — 17, Толпине — 20, Легунове — 18; и Зубцовском, в деревне Ломове — 30, а всего писанных, по 8-й ревизии — 1833, дворовых людей и крестьян мужского пола 433 души, с женами их и детьми, с землей и угодьями, как в оных селениях, так равно и в принадлежащих к оному имению отхожих пустошах, состоящих в Старицком уезде, именуемых: Сухновка, Яшкина, Шихина, Бутнева, Волкова, Дуброва, Баркова, Тюветина, Смолина, Пчельны, Горбова, Шетраева, Мелицына, Старой Прявезной, Петровой, и в Зубцовском уезде Акулова, сколько ж в оных пустошах мерой земли неизвестно, ассигнациями за 150 000 руб. Купчая писана на гербовом листе 300 руб. цены; пошлин с 150 000 руб. взыскано ассигнациями 6 000 руб., с акта 10 руб., 23 августа 1835 года.
После продажи тверского имения отца и нижегородского имения матери отставной корнет С. А. Тутолмин уехал жить в имение Подольской губернии Ольгопольского уезда, в местечко Рашков и село Екатериновка, где ему принадлежало, по разделу с сестрой, крепостных 624 души муж. пола крестьян и дворовых. Именно на это имение в 1842 был наложен арест в обеспечение долга, следовавшего с С. А. Тутолмина в пользу Старицкой уездной больницы, в сумме 100 000 руб.